# Liebe Mutter, mir geht es gut
Liebe Mutter, mir geht es gut ist ein Spielfilm von Christian Ziewer aus dem Jahr 1972.

## Inhalt
Alfred Schefczyk, ursprünglich Polsterer und angelernter Schlosser, geht 1967 nach West-Berlin, um dort Arbeit zu finden. Die Berliner Landesregierung warb zu der Zeit aus Westdeutschland Arbeitskräfte an, um die Abwanderung aus Berlin auszugleichen. Schefczyk ist alleinstehend und in einem Wohnheim mit einem Kollegen auf einem Zimmer untergebracht. Im metallverarbeitenden Betrieb im Wedding, in dem er Transportarbeiter ist, steigt angesichts der ersten größeren Wirtschaftskrise spürbar der Druck. Ein Meister weist Schefczyk wegen seiner Arbeitsweise zurecht und seine Verbesserungsvorschläge zurück. Der Betriebsrat verwahrt sich gegen die Verlagerung einer Abteilung nach Westdeutschland, von der vor kurzem von Seiten der Firmenleitung noch keine Rede war. Die Anforderungen in der Akkordarbeit sollen gesteigert werden. Zudem soll in Schefczyks Wohnheim die Miete für die recht bescheidenen Zimmer drastisch erhöht werden. Sowohl wegen des Arbeitsdrucks als auch der Mieterhöhung laufen unter den Arbeitern Diskussionen, was dagegen zu tun sei. Schließlich kommt es zu einem spontanen Streik gegen die neuen Akkordbedingungen, der von der Betriebsleitung abgebügelt wird. Ein Vorarbeiter, der sich für seine Kollegen starkgemacht hat und als Sprecher beim Betriebsleiter vorstellig wurde, wird entlassen. Schefczyk, der zunächst gewerkschaftliche Aktionen seines Kollegen Bruno noch skeptisch bis ablehnend als reines Gerede abgetan hat, rückt von seiner abwartenden Haltung in puncto Arbeitskampf etwas ab und versucht selbst, eine Unterschriftsliste gegen die Maßnahmen der Firmenleitung fertigzustellen. Doch das erweist sich als mühsam; die meisten wollten erst unterschreiben „wenn mehr andere“ unterschrieben haben. Schefczyk denkt zunächst, dass er genug von Berlin hat, und wieder zurück nach Westdeutschland gehen sollte, schreibt aber dann am Ende des Films doch an seine Mutter einen Brief, dass es ihm gut gehe und er bald Aussicht auf mehr Geld und eine bessere Wohnung habe...

## Rezeption
- Hans Helmut Prinzler